# Rubingimpel
Der Rubingimpel (Carpodacus vinaceus) oder Burgundergimpel ist ein Singvogel aus der Familie der Finken. Die Art bewohnt den Himalaya von Nordindien bis ins nördliche Myanmar, das südwestliche Tibet, Mittelchina sowie Taiwan. Sie brütet in dichten Mischwäldern, feuchten Bambuswäldern, Gebüschen und Unterwuchs.

## Beschreibung

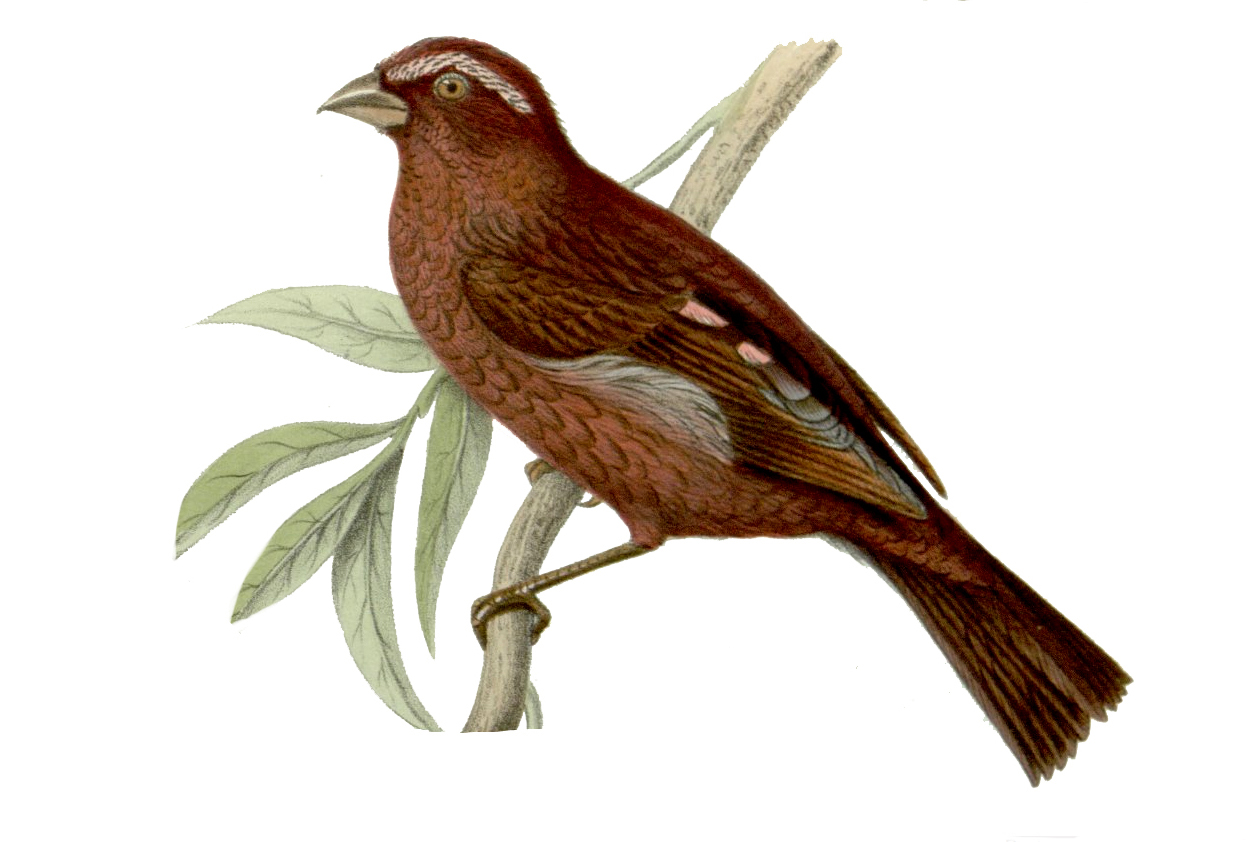
Männlicher Rubingimpel, Illustration

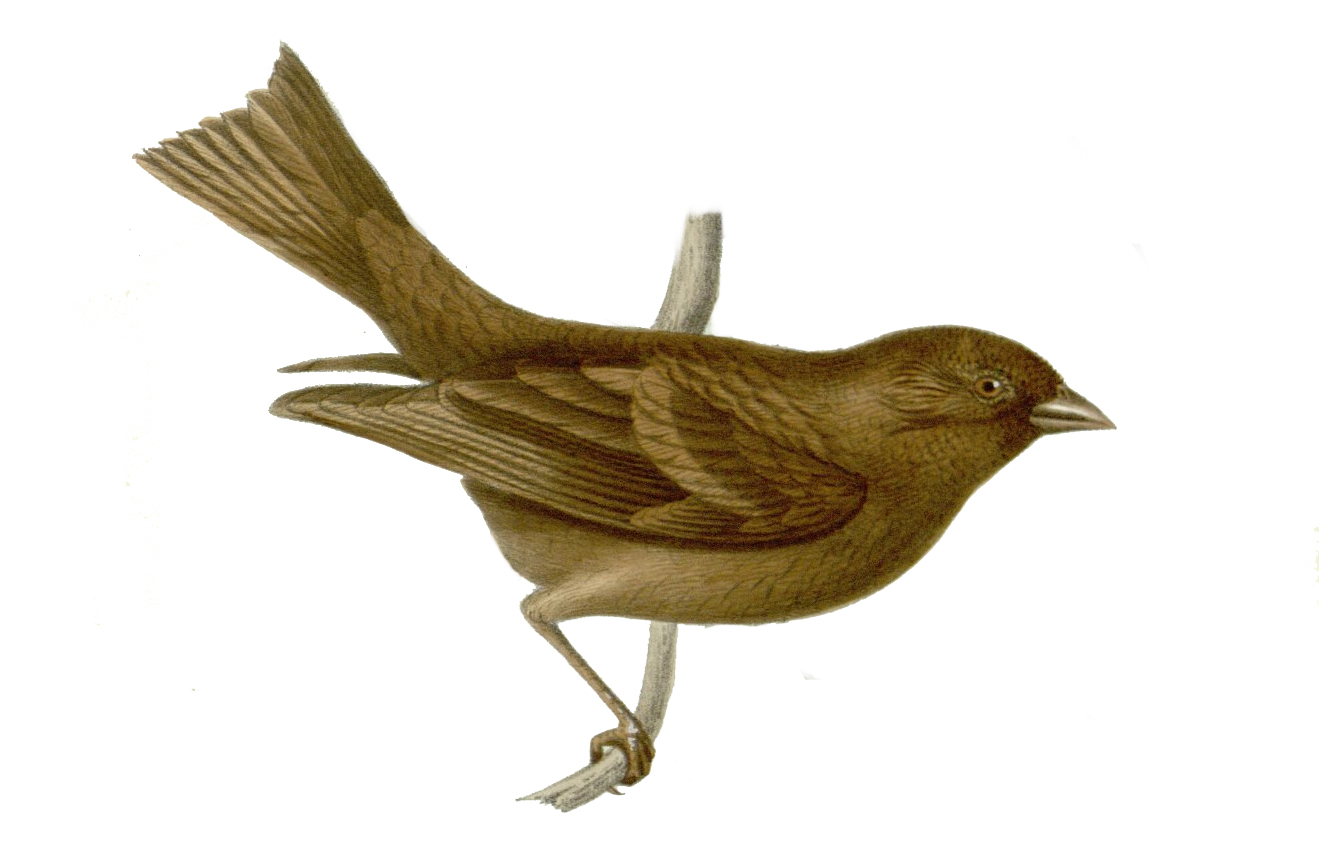
Weiblicher Rubingimpel, Illustration

### Aussehen
Der Rubingimpel ist mit 13–16 cm Körperlänge etwa so groß wie ein Buchfink. Diese auffallend dunkle Karmingimpelart hat einen hohen, gerundeten Scheitel und einen verhältnismäßig langen Schwanz. Die Schwanzlänge beträgt etwa 58 mm. Die Flügellänge liegt zwischen 79 und 71 mm. Der kurze, kräftige Schnabel, dessen First und die Unterschnabelkante sich fast symmetrisch zur Spitze hinbiegen, ist beim Männchen dunkelbraun oder schwärzlich, beim Weibchen graubraun. Die Füße sind dunkel hornbraun.
Von anderen dunklen Karmingimpelmännchen wie dem des Dünnschnabel- und des Edwardgimpels kann das Rubingimpelmännchen recht einfach durch den relativ unauffällig gezeichneten Kopf unterschieden werden. Das Fleckengimpelmännchen hat eine hellere Unterseite. Die Unterscheidung der Weibchen ist oft sehr viel schwieriger.
Wie bei allen Vertretern der Gattung liegt ein deutlicher Sexualdimorphismus in der Gefiederfärbung vor. Beim Männchen ist die Oberseite bis zum unteren Rücken dunkelrot, der Bürzel ist rosa, die Oberschwanzdecken wieder dunkelrot. Der Zügel und der Augenstreif sind schwärzlich, der relativ breite Überaugenstreif ist rosa, beginnt kurz hinter der Stirn und reicht bis auf die Halsseiten, wo er ausläuft. Die Unterseite ist ebenfalls dunkelrot und wirkt bisweilen durch dunkle Federzentren leicht gestrichelt. Die Brust ist manchmal heller, ebenso wie die Unterschwanzdecken, die bis hin zu beige sein können und manchmal rosa Spitzen zeigen. Das Flügelgefieder ist schwarz mit rötlich-rosa Säumen. Die Schirmfedern tragen zu Spitze hin auf den Außenfahnen ein weißrosa Feld. Der leicht gegabelte Schwanz ist ebenfalls schwarz mit rötlich braunen Säumen.
Das Weibchen ist fast komplett dunkel bis warm erdbraun mit einer olivfarbenen Tönung auf der Oberseite. Dunkle Federzentren lassen Oberkopf, Nacken und Rücken aus der Nähe leicht gestrichelt erscheinen. Der Bürzel ist ungezeichnet. Die Unterseite ist etwas heller mit einer diffusen Zeichnung, Unterbauch und Unterschwanzdecken sind ungezeichnet warm beigebraun. Das Flügelgefieder ist dunkel- oder schwarzbraun mit helleren Säumen und Spitzen. Das Feld auf den Außenfahnen der Schirmfedern ist gelblichweiß bis hellbeige. Die Steuerfedern sind dunkelbraun mit feinen, beigen Säumen.
Das Jugendkleid ähnelt dem des Weibchens, ist aber oberseits wärmer getönt und insgesamt leicht streifig. Junge Männchen zeigen schon früh Spuren eines rosa Überaugenstreifs und bei einigen fehlt das helle Feld auf den Schirmfedern.

### Stimme
Der Ruf ist ein hartes, kräftiges pwit oder zieh mit der Qualität eines Peitschenschlags. Er wird manchmal mehrfach wiederholt und leitet oft den Gesang ein. Zudem ist ein hohes, akzentuiertes tip und ein schwaches tink, pink oder ein ammernähnliches zick zu hören. Der Gesang ist ein einprägsames pi-di bi-du, das über etwa zwei Sekunden geht.

## Verbreitung und geografische Variation
Die südostpaläarktische und orientalische Verbreitung gliedert sich in drei Teilareale. Das eine liegt im Himalaya und reicht von Uttar Pradesh durch das von dieser Art recht dünn besiedelte Nepal und das nördliche Myanmar ins östliche Tibet. Das zweite Areal erstreckt sich vom nordwestlichen Yunnan und Gùizhōu durch Sichuan nordwärts bis in den Süden von Gānsù und Shaanxi. Die Insel Taiwan ist zudem von der Unterart C. v. formosana  besiedelt, die etwas größer und dunkler ist als die Nominatform.
- C. v. vinaceus Verreaux 1871 – Himalaya und China
- C. v. formosana Ogilvie-Grant, 1911 – Taiwan

Der Rubingimpel ist meist selten oder kommt zerstreut vor. Auf Taiwan ist er häufig. Laut IUCN ist er nicht bedroht.

## Lebensweise
Zur Brutzeit findet man den Rubingimpel in Höhen zwischen 1970 und 3400 m, im Winter wandert er in Höhen zwischen 1065 und 3050 m herab. In Taiwan kommt die Art in Höhen zwischen 2280 und 2875 m vor.
Der Rubingimpel brütet in ziemlich dichten Mischwäldern oder in feuchten Bambuswäldern sowie in Büschen und Sträuchern an offenen Hängen. Man findet ihn einzeln oder in kleinen Trupps. Er sitzt oft lange Zeit unauffällig in Sträuchern oder im Unterwuchs. Die Nahrung sucht er in der unteren Strauchschicht oder am Boden. Über die Nahrung ist wenig bekannt, vermutlich ernährt er sich, wie andere Karmingimpelarten auch, hauptsächlich von Sämereien.